# Главрыбвод
Федеральное государственное бюджетное учреждение «Главное бассейновое управление по рыболовству и сохранению водных биологических ресурсов» (ФГБУ «Главрыбвод») — российская государственная вертикально-интегрированная структура, которая объединяет 106 рыбоводных хозяйств, включая рыбоводные заводы, рыбоводные пункты, временные цеха и другие предприятия. В организации, имеющей 25 филиалов, работают более 4,5 тыс. человек.

## История
7 апреля 1934 года приказом Народного комиссариата снабжения СССР №967 в его составе было образовано Главное управление регулирования рыболовства, рыбоводства и рыбохозяйственной мелиорации (Главрыбовод). Этот день считается днем образования государственных органов рыбоохраны России. Для решения возложенных на Главрыбовод задач были созданы первые 16 районных управлений и отделений, затем их количество увеличилось до 43.
В 2016 году на основании приказа руководителя Росрыболовства Ильи Шестакова было создано ФГБУ «Главрыбвод», которое объединило государственные рыборазводные заводы России.

## Деятельность
Главной задачей организации является сохранение и восстановление популяций различных видов рыб (в том числе особо ценных, редких и находящихся под угрозой исчезновения) за счет искусственного воспроизводства и рыбохозяйственной мелиорации. Ежегодно предприятия Главрыбвода выпускают в водоемы России более 2,5 млрд особей различных видов рыб.

## Критика
Некоторые экологи критикуют рыбоводные заводы за то, что они выпускают в реки искусственно выращенную рыбу, которая может нанести ущерб диким популяциям. В ответ на это начальник Северо-Восточного филиала Главрыбвода Сергей Ткачук сказал, что если молодь выращена на рыбоводном заводе, это не делает ее искусственной, просто процент выживаемости такой молоди в десять раз выше. 
30 июля 2024 года губернатор Камчатского края Владимир Солодов направил руководителю Росрыболовства Илье Шестакову обращение, в котором предложил ограничить коммерческий сетной лов ФГБУ «Главрыбвод» на реке Паратунке (Северо-Восточный филиал ФГБУ «Главрыбвод» располагает в бассейне Паратунки крупнейшим на Камчатке рыбоводным заводом и рыбоводным участком, на котором имеет право добывать лососей в коммерческих целях). Губернатор указал, что промысел ФГБУ «Главрыбвод» ведется без надлежащих мер по обеспечению пропуска рыбы и охраны от браконьерства, что практически полностью блокирует работу ближайшего участка для любительского удебного лова, который массово посещают местные жители и гости Камчатки, и грозит социальным возмущением.